# Suezichthys caudavittatus
Suezichthys caudavittatus es una especie de peces de la familia Labridae en el orden de los Perciformes.

## Morfología
Los machos pueden llegar alcanzar los 12 cm de longitud total.

## Distribución geográfica
Se encuentra en el Golfo de Suez, Somalia y el Golfo Pérsico.